# 維爾京群島國家公園
維爾京群島國家公園（英語：Virgin Islands National Park）是美國的一處國家公園，公園的大部分地區位於聖約翰島，此外還包括了一些鄰近島嶼。維爾京群島國家公園是一個浮潛聖地，此外也擁有熱帶雨林景觀。平均每年有約50萬名遊客參觀維爾京群島國家公園。

## 外部連結
- NPS: official Virgin Islands National Park website （页面存档备份，存于）
- NPS Virgin Islands National Park — map （页面存档备份，存于）
- NPS: geology of Virgin Islands National Park
- 短片 Saint John, Virgin Islands National Park (1990) 可在互联网档案馆自由下载